# Peter Manley
Peter Manley (Cheam, 7 maart 1962) is een voormalig Engelse darter.
Manley heeft als bijnaam One Dart, omdat hij ooit bekendstond als de speler die slechts één dart nodig had om zijn dubbels te gooien. Hij is een van de meest besproken spelers in het dartscircuit. Vooral vanwege een voorval tijdens de finale van de Ladbrokes World Darts Championship van 2002. Hij verloor deze finale met 7-0 van dartlegende Phil Taylor en weigerde na afloop Taylors hand te schudden. In de jaren daarna kwam dit op enorm veel boegeroep vanuit het publiek te staan. In 2005 veranderde dit enigszins nadat hij (Is This the Way to) Amarillo van Tony Christie oppakte als zijn opkomsttune. Manley kwam veel rustiger en socialer over en dat resulteerde weer in een positievere reactie van het publiek.
In 2006 stonden Taylor en Manley wederom in de finale van de "Ladbrokes" en opnieuw wist Phil Taylor met de grootst mogelijke score van 7-0 te winnen. Dit keer schudden beide spelers elkaar wel de hand na afloop van de partij.
Tot op de dag van vandaag wist Manley slechts één groot toernooi op zijn naam te schrijven sinds hij overstapte naar de PDC. In 2003 won hij de Las Vegas Desert Classic.Daarnaast stond hij in 2007 en 2008 in de halve finale van dit toernooi.
In 2007 bereikte Manley de finale van de Masters Of Darts, waarin hij kansloos verloor tegen Raymond van Barneveld (7-0). In de pouleronde van het toernooi wist hij als enige alle Nederlandse opponenten te verslaan. Zijn halve finalepartij tegen Mervyn King was een ware klassieker: Manley vocht na een 5-3 in sets en 2-0 in legs achterstand zich terug in de wedstrijd en won met een aantal honderdplus finishes alsnog met 6-5.
De laatste grote overwinning die Peter Manley op televisie boekte, was zijn overwinning bij de laatste 64 van het UK Open 2009. Hij versloeg hierin titelhouder James Wade in een ware thriller met 9-8. Ook zijn overwinning in de eerste ronde van de Las Vegas Desert Classic 2009 tegen Mark Walsh mocht toch wel verrassend worden genoemd. Manley won deze partij met 6-4.
Peter Manley is getrouwd met Crissy Howat.

## Gespeelde WK-finales
- 1999: Phil Taylor – Peter Manley 6–2 ('best of 11 sets')
- 2002: Phil Taylor – Peter Manley 7–0 ('best of 13 sets')
- 2006: Phil Taylor – Peter Manley 7–0 ('best of 13 sets')

## Resultaten op Wereldkampioenschappen

### PDC
- 1998: Kwartfinale (verloren van Dennis Priestley met 3-4)
- 1999: Runner-up (verloren van Phil Taylor met 2-6)
- 2000: Halve finale (verloren van Dennis Priestley met 2-5)
- 2001: Laatste 32 (verloren van Jamie Harvey met 2-3)
- 2002: Runner-up (verloren van Phil Taylor met 0-7)
- 2003: Laatste 32 (verloren van Simon Whitlock met 1-4)
- 2004: Kwartfinale (verloren van  Bob Anderson met 2-5)
- 2005: Laatste 32 (verloren van Josephus Schenk met 2-4)
- 2006: Runner-up (verloren van Phil Taylor met 0-7)
- 2007: Laatste 32 (verloren van Wynand Havenga met 3-4)
- 2008: Kwartfinale (verloren van Kirk Shepherd met 4-5)
- 2009: Laatste 64 (verloren van Mensur Suljović met 2-3)
- 2010: Laatste 32 (verloren van Mark Webster met 2-4)

### WSDT (Senioren)
- 2022: Laatste 16 (verloren van Phil Taylor met 1-3)
- 2023: Laatste 32 (verloren van Scott Mitchell met 0-3)

## Resultaten op de World Matchplay

### PDC
- 1996: Laatste 16 (verloren van Jamie Harvey met 3-8)
- 1997: Laatste 16 (verloren van Alan Warriner met 1-8)
- 1998: Kwartfinale (verloren van Keith Deller met 9-13)
- 1999: Runner-up (verloren van Rod Harrington met 17-19)
- 2000: Laatste 32 (verloren van Ronnie Baxter met 6-10)
- 2001: Laatste 32 (verloren van Steve Beaton met 8-10)
- 2002: Laatste 32 (verloren van Bob Anderson met 15-17)
- 2003: Halve finale (verloren van Phil Taylor met 10-17)
- 2004: Kwartfinale (verloren van Mark Dudbridge met 9-16)
- 2005: Halve finale (verloren van John Part met 16-18)
- 2006: Laatste 32 (verloren van Andy Hamilton met 2-10)
- 2007: Laatste 32 (verloren van Michael van Gerwen met 9-11)
- 2008: Laatste 16 (verloren van Matt Clark met 6-13)

### WSDT (Senioren)
- 2022: Kwartfinale (verloren van Phil Taylor met 4-8)